# کاستل سان لورنتزو
کاستل سان لورنتزو (به ایتالیایی: Castel San Lorenzo) یک کومونه در ایتالیا است که در استان سالرنو واقع شده‌است.

## خصوصیات
کاستل سان لورنتزو ۱۴ کیلومترمربع مساحت و ۲٬۷۲۳ نفر جمعیت دارد و ۳۵۰ متر بالاتر از سطح دریا واقع شده‌است.